# Sint-Bartolomeüskerk (Barrien)
De Sint-Bartholomeüskerk (St. Bartholomäus Kirche) is een protestantse kerk in Barrien, een Stadtteil in de Nedersaksische stad Syke in het Landkreis Diepholz. De kerk werd gewijd aan de apostel Bartholomeüs, die als heilige en martelaar van het geloof vereerd wordt.

## Geschiedenis
Als stichtingsjaar van de in de kern romaanse zaalkerk wordt het jaar 1032 genoemd. De oudste bouwdelen van de kerk dateren uit de 12e eeuw. Van deze romaanse oorsprongsbouw, die twee traveeën telde en van granieten veldstenen werd opgericht, stammen nog rondboogportalen in het noorden en zuiden, de rondbogige vensters en de onderste delen van de toren. In het midden van de 14e eeuw volgde de gotische verbouwing van de kerk, die in baksteen werd uitgevoerd. De meeste ramen werden vergroot en het koor werd verlengd.
Halverwege de 17e eeuw werden er ter versteviging van het gebouw steunberen aan toegevoegd. De bouw van een sacristie aan de noordelijke kant volgde in 1742.

## Interieur
In 1954 werden tijdens renovatiewerkzaamheden in het koorgewelf laatgotische fresco's ontdekt. Vermoedelijk stammen deze fresco's uit de 15e eeuw.
Bezienswaardig zijn voorts het altaar en de kansel (beide uit de barokke periode), een doopvont uit het jaar 1660 en de grote galerij uit 1710 met op de wering scènes uit het Oude en Nieuwe Testament.

## Afbeeldingen

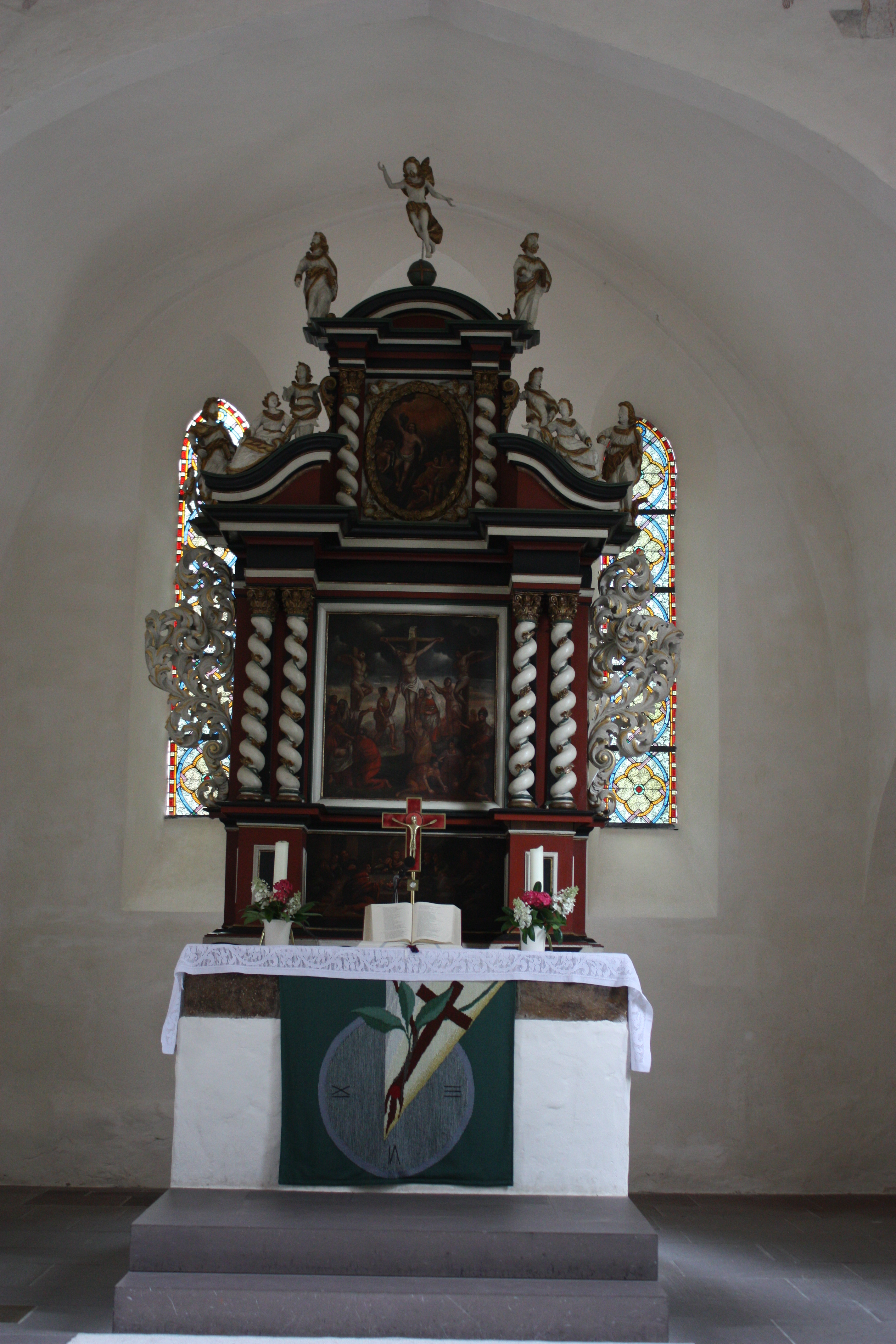
Altaar
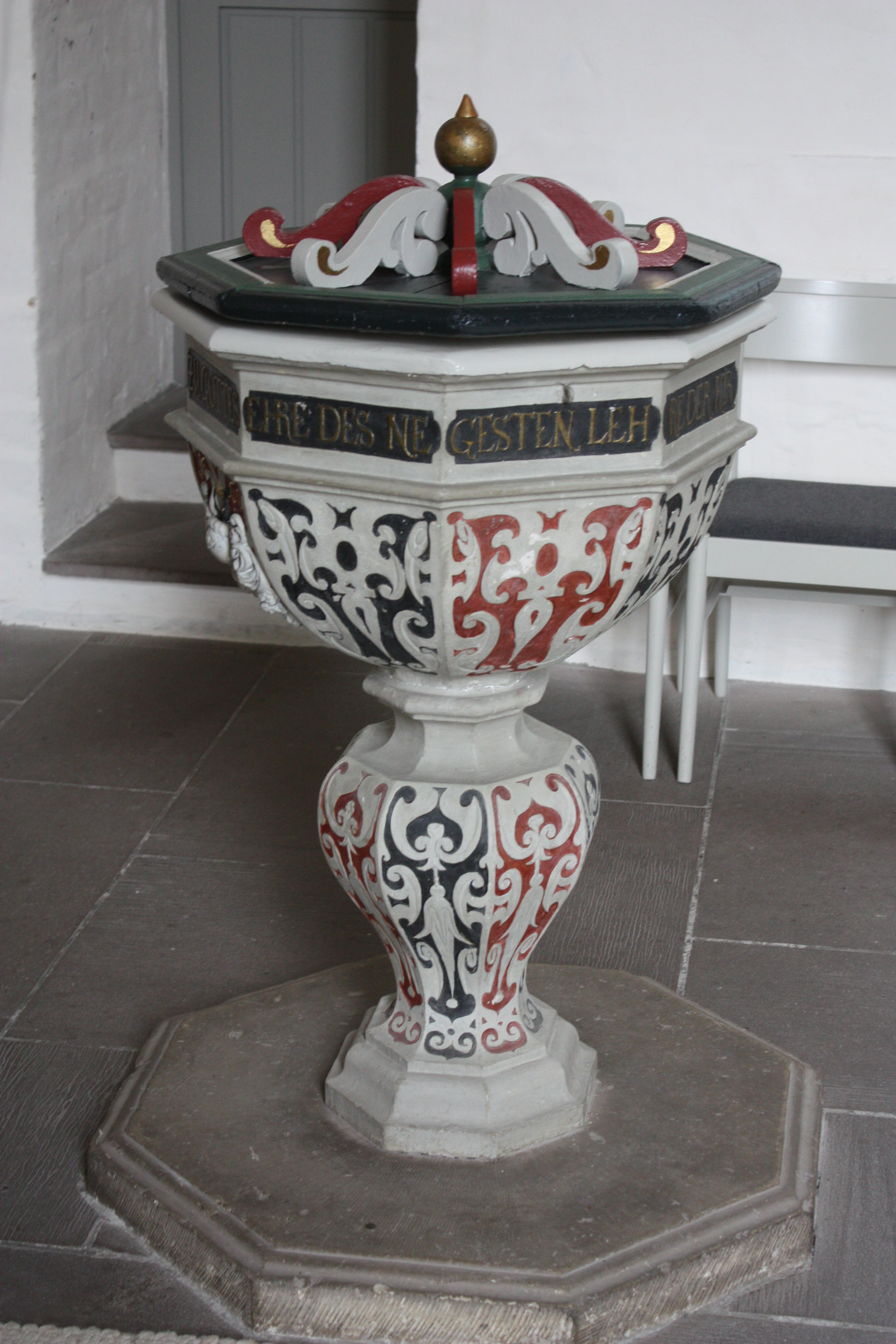
Doopvont
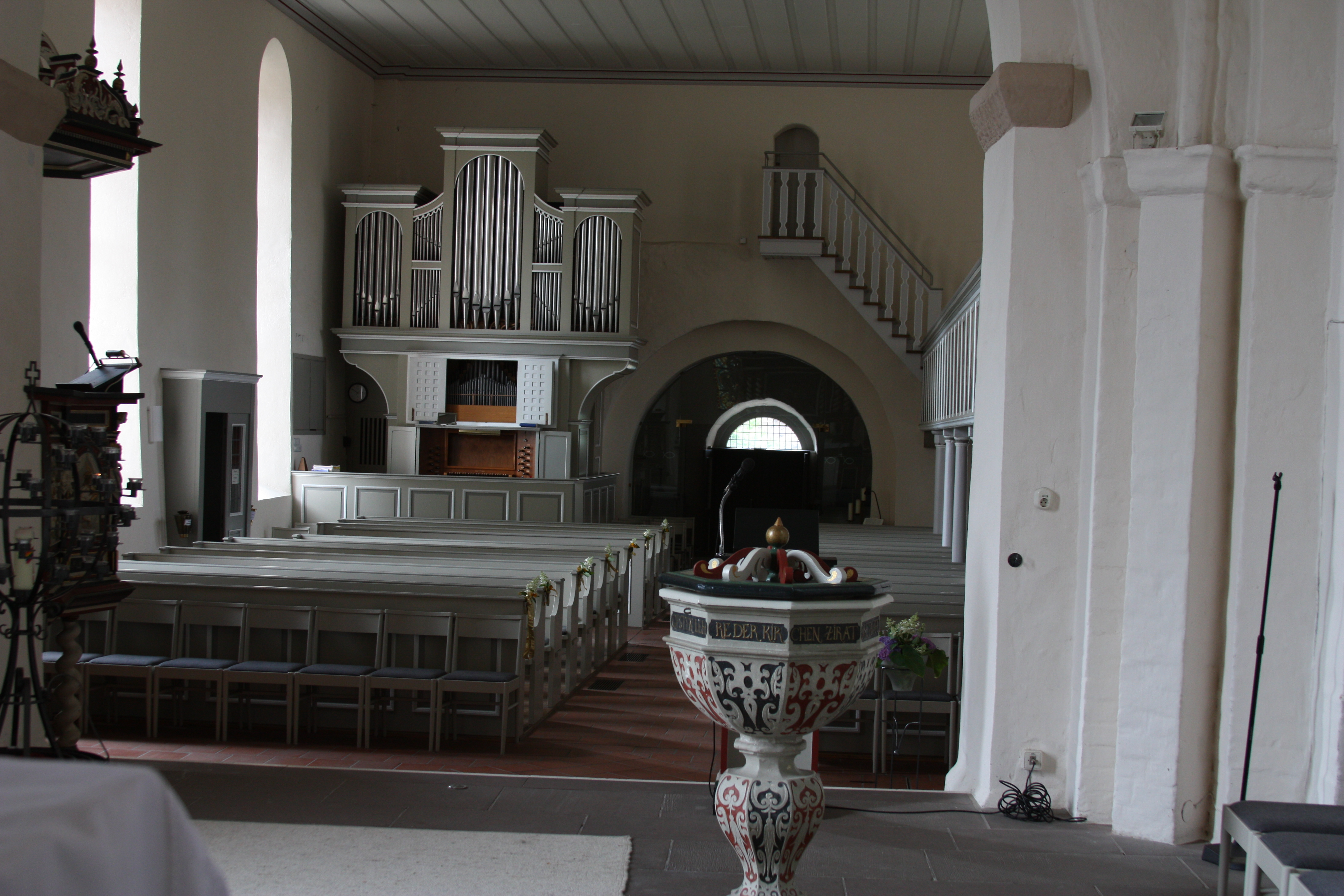
Overzicht
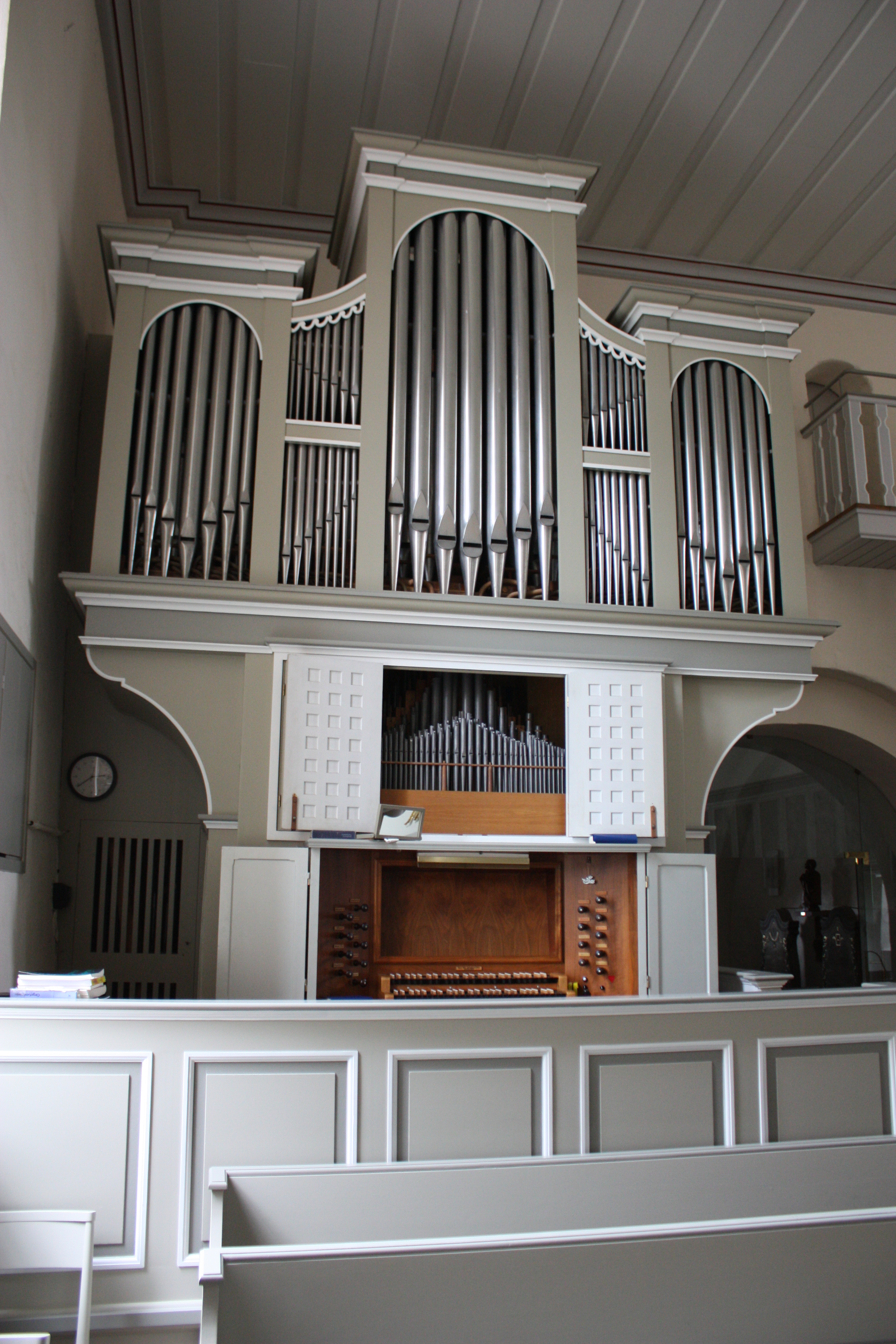
Orgel